# Операція «Нескорена свобода» — Західна Сахара
Операція «Нескорена свобода» — Західна Сахара чи Операція «Нескорена свобода» — Транс-Сахара (англ. Operation Enduring Freedom – Trans Sahara (OEF-TS) або Операція «Джуніпер Шілд» (англ. Operation Juniper Shield) — військова операція, що проводиться збройними силами США за підтримки країн-партнерів у регіоні Сахара/Сахель в Африці, що складається з контртерористичних заходів та контролю над зброєю та обігом наркотиків через Центральну Африку. Це частина глобальної війни з тероризмом. Іншою місією OEF в Африці є операція «Нескорена свобода» — Африканський ріг (OEF-HOA).
Конгрес США схвалив виділення 500 мільйонів доларів для Транссахарської антитерористичної ініціативи (TSCTI) протягом шести років для підтримки країн, які беруть участь у боротьбі з тероризмом, проти ймовірних загроз Аль-Каїди, що діє в африканських країнах, насамперед в Алжирі, Чаді, Малі, Мавританії, Нігері, Сенегалі, Нігерії, і Марокко. Ця програма спирається на колишню Пансахельську ініціативу (PSI), яка завершилася в грудні 2004 року і зосереджена на запобіганні торгівлі зброєю та наркотиками, а також на боротьбі з тероризмом. TSCTI має як військові, так і невійськові компоненти. OEF-TS — військова складова програми. Елементи цивільних справ включають освітню діяльність USAID, безпеку аеропортів, Міністерство фінансів та зусилля Держдепартаменту.